# Martina Lehmannová
Martina Lehmannová (* 18. července 1978 Brno) je česká muzejní pracovnice se zaměřením na užité umění, design a sběratelství. Připravila řadu výstav, odborných publikací, vedla týmy připravující rozsáhlé projekty, konference ad.

## Život a kariéra
Magisterské studium absolvovala na Filozofické fakultě Masarykovy univerzity v Brně (obory dějiny umění a historie).
Pracovní kariéru začínala v letech 2001–2012 jako kurátorka sbírky nábytku a sbírky textilu Moravské galerie v Brně, od roku 2006 byla kurátorkou Rodného domu Josefa Hoffmanna v Brtnici a Vlastní vily Dušana Jurkoviče v Brně. Pak přešla na pozici kurátorky sbírky uměleckého řemesla do Muzea hlavního města Prahy (2012–2014), pak dva roky (2015–2017) pracovala opět jako kurátorka Uměleckoprůmyslového musea v Praze. V letech 2017–2020 byla ředitelkou Lidického památníku. V letech 2020–2023 pracovala jako výkonná ředitelka Kanceláře pro přípravu 26. generální konference Mezinárodní rady muzeí, ICOM Praha 2022. Od roku 2023 pracuje jako projektová vedoucí pro Svaz měst a obcí České republiky.

### Členství v odborných organizacích a komisích
Od roku 2007 je členkou Mezinárodní rady muzeí ICOM. V letech 2012–2020 působila v předsednictvu Českého výboru ICOM, nejprve jako členka předsednictva a od roku 2015 jako předsedkyně. V letech 2020–2023 pracovala jako výkonná ředitelka Kanceláře pro přípravu generální konference ICOM PRAHA 2022. V rámci mezinárodní struktury ICOM je členkou mezinárodních výborů pro umělecké řemeslo a design (ICDAD) a pro muzea v historicky významných domech (DemHist). Podílela se na přípravě Recommendation concerning the Protection and Promotion of Museums and Collections, their Diversity and their Role in Society schváleného UNESCO v roce 2015.
- Členka Möbile. Gesselschaft der Freunde für Möbel und Raumkunst (Německo), 2008–2012
- Členka Akademie designu Czech Grand Design, 2006–2017
- Členka poroty Národní ceny za studentský design České republiky
- Členka poroty mezinárodní soutěže v oboru designu Kruhy na vodě (Slovensko), 2012–2018

## Publikace (výběr)
- Umění restaurovat: Tapiserie a liturgické textilie ze sbírky Uměleckoprůmyslového musea v Praze, Praha 2017, ISBN 9788071011682 (Martina Lehmannová (ed.), texty: Jitka Kottová, Martina Lehmannová, Veronika Mědílková, Alena Samohýlová)
- Jaroslav Horejc (1886–1983). Mistr českého art deca, Praha 2016, ISBN 978-80-7010-117-9 (Olga Malá (ed.), texty: Vendula Hnídková, Martina Lehmannová, Olga Malá, Eva Neumannová)
- Sbírka nábytku Moravské galerie v Brně, in: Design / nábytek / interiéry, Praha 2014, ISBN 978-80-905271-4-0, s. 166–175.
- Řemesla v Pořádku. Historie profesního sdružování pražských řemeslníků od středověku po současnost (katalog stálé expozice), Praha 2014, ISBN 978-80-85394-97-9.
- Československý výbor ICOM – hybatel dění, in: 20 let Českého výboru ICOM, in: Věstník Asociace muzeí a galerií České republiky, 2014, č. 1, s. 17–28.
- 67. Bulletin Moravské galerie v Brně, Brno 2011, ISBN 978-80-7027-243-5 (editorka)
- Dušan Jurkovič. Architekt a jeho dům, Brno 2010, ISBN 978-80-7027-217-6 / ISBN 978-80-7027-219-0 německá mutace / ISBN 978-80-7027-218-3 anglická mutace (Martina Lehmannová (ed.), Dagmar Černoušková, Marie Kopecká, Martina Lehmannová, Zoja Matulíková, Robert Václavík, Petr Všetečka)
- Josef Hoffmann. Architekturführer / Architektonický průvodce / Architectural Guide. Hatje Cantz 2010, ISBN 978-3-7757-2733-4 (Peter Noever a Marek Pokorný (ed.), texty Rainald Franz, Martina Lehmannová, Kathrin Pokorný-Nagel, Jan Tabor)
- Die Hohe Warte von Brünn. Dušan Jurkovič Projekt einer Künstlerkolonie und die Geschichte und Restaurierung seiner Villa, Österreichische Zeitschrift für Kunst und Denkmalpflege, Wien 2010, s. 287–300 (Rainald Franz, Martina Straková)
- Josef Hoffmann. Autobiografie, Brno 2009, ISBN 978-80-7027-201-5 (Peter Noever a Marek Pokorný (ed.), texty Rainald Franz, Martina Straková)
- Historie děl pozdně gotické sochařské a malířské tvorby z darů Jana II. z Liechtensteina dochovaných na území České republiky, in: Kaliopi Chamonikola a kol., Zdaleka i zblízka. Středověké importy v moravských a slezských sbírkách, Brno 2009, ISBN 978-80-7027-206-0.
- Rodný dům Josefa Hoffmanna v Brtnici a vlastní vila Dušana Jurkoviče v Brně, 64. Bulletin Moravské galerie v Brně, 2008, s. 9–20, ISBN 978-80-7027-191-9.
- Hans Makart, sběratel. Příklady uměleckého řemesla ze sbírek malíře v Moravské galerii v Brně, 64. Bulletin Moravské galerie v Brně, 2008, s.77–86, ISBN 978-80-7027-191-9.
- OSOLSOBĚ. Dobrý nábytek, dobré bydlení. Historie nábytkové firmy, Brno v minulosti a dnes XX, 2007, s. 263–278.
- TUSCULUM. Vlídný domov pro každého. Historie nábytkové firmy, Brno v minulosti a dnes 19, 2006, s. 219–240.
- Slavní textilní designéři v období od 2. poloviny 19. století do 1. světové války na příkladech tkanin ze sbírek Moravské galerie v Brně, Sborník z odborného semináře Textil v muzeu – nové názory a zkušenosti, Brno 2006, s. 79–85.
- Nábytková tvorba, in: Miroslav Ambroz a kol., Vídeňská secese a moderna 1900–1925. Užité umění a fotografie v Českých zemích, Brno 2005, s. 162–173.
- Historie závodů vyrábějících nábytek pod značkou „UP“, Brno v minulosti a dnes, XVI, 2002, s. 433–472.

## Expozice a výstavy (výběr)
Martina Lehmannová se podílela na přípravách následujících vybraných výstav a expozic:
- Umění restaurovat: Tapiserie a liturgické textilie ze sbírky Uměleckoprůmyslového musea v Praze, 2016 Valašské Meziříčí, 2017 Jindřichův Hradec, 2020 Praha.
- Řemesla v pořádku. Historie profesního sdružování řemeslníku od středověku do současnosti. Muzeum hlavního města Prahy, Zámek Ctěnice, stálá expozice, od 2014.
- Josef Hoffmann a Wiener Werkstätte. Prostřený stůl. Moravská galerie v Brně, Uměleckoprůmyslové muzeum, stálá expozice, 2012 (Grantový program European Union. European Regional Development Fund / European Teritorial Co-operation. Austria-Czech Republic 2007–2013: Po stopách moderny – mezinárodní spolupráce Moravské galerie v Brně s MAK–Rakouským muzeem užitého a současného umění ve Vídni).
- Jan Kotěra. Ohlasy lidového umění. Po stopách moderny. Moravská galerie v Brně, Vlastní vila Dušana Jurkoviče, 2012.
- Dušan Jurkovič. Architekt a jeho dům, Moravská galerie v Brně, Vlastní vila Dušana Jurkoviče, 2011 (Grantový program z Finančních mechanismů EHP/Norska tzv. Norské fondy, 3. výzva, 2009–2011: Centrum Dušana Samo Jurkoviče. Ocenění projektu: Honourable Mention v soutěži Europa Nostra 2011, Zvláštní uznání za Počin roku 2011 v Národní soutěži muzeí Gloria Musaealis, Čestné uznání v soutěži Grand Prix Architektů 2011).
- Thonet – Mundus a ti další. Ohýbaný nábytek v 1. polovině 20. století, Moravská galerie v Brně, Uměleckoprůmyslové muzeum, 2010 (hlavní autor Jiří Uhlíř).
- Josef Hoffmann. Inspirace. Moravská galerie v Brně, Rodný dům Josefa Hoffmanna v Brtnici, 2009 (Grantový program Culture: Architektura a interiérový design na počátku 20. století ve střední Evropě. Josef Hoffmann a Dušan Jurkovič (2009). Mezinárodní spolupráce s MAK–Rakouské muzeum, užitého a současného umění ve Vídni, Slovenská národní galerie v Bratislavě).
- Sběratelé a mecenáši IV. – Umělci. Z ateliéru Hanse Makarta Moravská galerie v Brně, Kabinet, 2009.
- Jan Padrnos. Gesamtkunstwerk v 21. století. Architektonické dílo a design v harmonickém sepětí. Moravská galerie v Brně a město Brtnice, 2007.
- Vídeňská secese a moderna. Moravská galerie v Brně. 2004 / Obecní dům v Praze 2005 (spoluautorka).

## Konference (výběr)
Martina Lehmannová připravovala:
- 26. generální konference Mezinárodní rady muzeí, ICOM Praha 2022, 20.–28. 8. 2022, celkový početl účastníků 3 705, téma The Power of Museums. Nejvýznamnější celosvětová platforma pro sdílení aktuálních témat a inovativních řešení v oboru muzejnictví. Od roku 1946, každý třetí rok přivádí Generální konference ICOM muzejníky celého světa na jedno místo a předkládá zásadní témata, podporuje kulturní výměny a mezinárodní spolupráci, inspiruje a pomáhá muzejníkům pokračovat ve své misi ve službě společnosti. Po Kjótu, Milánu, Šanghaji, Rio de Janeiru ad. získala tuto prestižní a výjimečnou možnost organizovat akci Praha a Česká republika. Martina Lehmannová vedla tým kanceláře pro přípravu generální konference ICOM Praha 2022, kde pracovali Filip Petlička, Kristýna Hájková, Alžběta Horáčková, Karolína Krhutová, Tereza Libichová, Jiří Stýblo, Monika Vasiliadu a Michal Šedivý.

Spolupracovala na přípravách mezinárodních konferencí:
- Revolúcia: nežná x digitálna – digitálne a sociálne média v múzeách 30 rokov po, ICOM Slovakia, ICOM Czech Republic, ICOM Austria, 6.–7. 11. 2019, Slovenské národné múzeum, Bratislava.
- “MUSEUMS AND IDENTITIES. Planning an extended museum”, ICOM Poland, ICOM Czech Republic, ICOM Slovakia, ICOM Austria, 21.–23. 11. 2018, Varšava.
- „PRESUMPTION TO RESPONSIBILITY. Museums and contested history. Saying the unspeakable in museums“, ICOM Czech Republic, ICOM Austria, ICOM Slovakia, 22.–24.11.2017, Moravská galerie, Brno
- „NATIONAL – INTERNATIONAL. Arts and politics in houses and interiors of the 20th century“, Moravská galerie v Brně, ICOM Czech Republic, 21.4.–24.4.2010, Brno